# أحمد حميدة
أحمد حميدة (22 مايو 1949 -17 يناير 2012) روائي وقاص مصري يعتبر من أهم الأدباء السكندريين. لقب بجوركي الإسكندرية، كما أطلق عليه أديب الشوارع، نسبة للعديد من الأعمال التي قدمها وكانت تحاكي أحوال المصريين، وانحياز كتاباته لهم. توفي سنة 2012، عن عمر يناهز الثالثة والستين.

## حياته
شارك حميدة في حربي الاستنزاف والعبور، كما شارك حميدة في ثورة 25 يناير بنفسه وأصيب بالتهاب العصب السابع، بسبب هتافه وسط المتظاهرين.

## أعماله

### مجموعات قصصية
- النبش في الذاكرة.[2]
- التائهون.[2]
- القيظ والعنفوان.[4]
- الليل والأصوات.[2]
- شوارع تنام من العاشرة.[4]
- تراتيل نسج الطواقى.[4]
- ظل باب.[2]
- عبق الشوارع.[4]
- أهل الوطن.
- أشلاء بؤرة العشاق[4][5]

### روايات
- حراس الليل[4]
- الغجر[4]
- رياح الجوعى[2]
- سوق الرجال[4]
- سوق السلام
- متاهة الغربان[6]

## جوائز
حصل أحمد حميدة على العديد من الجوائز الأدبية ومنها:
- جائزة د محمد زكريا العشماوى في الرواية
- جائزة الطائف الأدبية في القصة القصيرة
- جائزة جازان الأدبية في القصة القصيرة
- جائزة نادى القصة في الرواية
- رشحت روايته المهمة الغجر لجائزة الدولة التشجيعية.

نظمت مكتبة الإسكندرية لأحمد حميدة، في ذكرى وفاته الثالثة، مسابقة تحت اسم (مسابقة أحمد حميدة للقصة القصيرة جداً)، كما استضافت المكتبة في أبريل 2012 منتدى إطلالة الأدبي السكندري والذي أتى بعنوان «مع أحمد حميدة». واستعرض اللقاء أهم المحطات في حياته، بالإضافة لعرض ومناقشة أهم رواياته ومجموعاته القصصية. وأتى اللقاء كمحاولة من أعضاء المنتدى لإبداء امتنانهم للكاتب أحمد حميدة بعد وفاته.

## قراءات نقدية
- «جمالية القبح في رواية «متاهة الغربان» للروائي القاص السكندري أحمد حميدة، روايات عابرة للنقد، صبحي فحماوي، دار جليس الزمان.[6]